# Oberstes Parteigericht der NSDAP
Het Oberstes Parteigericht was het hooggerechtshof van de NSDAP en als zodanig de hoogste van alle nationaalsocialistische partijrechtbanken voor het voeren van partijregelgevende procedures. De rechtbank had zijn zetel op Karolinenplatz 4 in München.
Bij de NSDAP-statuten van 21 juli 1921 werden een arbitragecommissie en een onderzoekscommissie opgericht. Adolf Hitler zag deze commissies als een instrument om oppositie binnen de partij te voorkomen. Nadat de NSDAP in 1925 opnieuw was opgericht, werden de twee commissies samengevoegd tot de Onderzoeks- en Arbitragecommissie. Volgens de statuten van 25 mei 1926 was de belangrijkste taak van de nieuwe commissie het beoordelen van partijlidmaatschap en het beslechten van interne partijgeschillen.
Lokale commissies bestonden uit een voorzitter en twee leden. Pogingen om een eigen jurisdictie voor de SA te creëren mislukten vanwege Hitlers veto en verzet van de rechterlijke macht en de Reichswehr.
Na het proces tegen Josef Wagner, waarin de rechtbank geen grond zag voor een veroordeling om juridische redenen tegen de wil van Hitler in, werd de macht van de rechtbank aanzienlijk verminderd, vooral omdat elk vonnis door de Parteikanzlei moest worden bevestigd. In 1944 werden vrijwel alle processen opgeschort.

## Personeel
- Bruno Heinemann, voorzitter tot 1927
- Walter Buch, voorzitter van 1927 tot 1945
- Karl Ostberg
- Ulrich Graf
- Hans Frank
- Wilhelm Grimm, vicevoorzitter tot 9 maart 1939
- Walter Knop

## Rangen
- (de)  ORGANISATIONSBUCH DER NSDAP 1936, Oberstes Parteigericht, Dienstrangabzeichen